# Марково (Междуреченский район)
Ма́рково — деревня в Междуреченском районе Вологодской области.
Входит в состав Ботановского сельского поселения, с точки зрения административно-территориального деления — в Ботановский сельсовет.
Расстояние по автодороге до районного центра Шуйского — 37 км, до центра муниципального образования Игумницева — 5 км. Ближайшие населённые пункты — Ершово, Сватилово, Пустошново.
По переписи 2002 года население — 4 человека.